# Ñandú (vehículo)

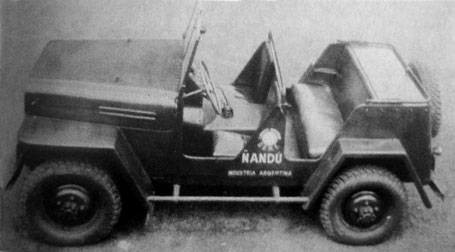
Otra imagen del vehículo.

El Ñandú fue un prototipo de vehículo todoterreno 4×4 desarrollado en Argentina en 1940. Tenía como propósito principal equipar a las Fuerzas Armadas y luego incursionar en actividades civiles o productivas. Solo se desarrollaron cuatro prototipos. Fue el primer todoterreno de fabricación argentina possuia blindagem de 10 mm.

## Historia
Entre 1943 y 1945 el ingeniero y oficial de reserva Martín Reuter construyó dos prototipos de vehículos todo terreno semejante al concepto del Jeep. Uno era el blindado denominado Nahuel DL-43 y el otro, un modelo con tracción integral llamado Ñandú (homenajeando a una especie de ave de la Patagonia). Los prototipos se construyeron en los talleres del Arsenal Esteban De Luca de la ciudad de Buenos Aires. El prototipo fue probado el 11 de septiembre de 1945. Al año siguiente, el proyecto fue presentado al entonces Presidente del Banco Central de la República Argentina Miguel Miranda y al presidente Juan Domingo Perón para evaluar su posible producción seriada para equipar al Ejército Argentino.
Se produjeron cuatro prototipos que quedaron a disposición de la Dirección General de Fabricaciones Militares para iniciar su producción, que fue descartada por razones de costo ya que resultó más económico importar un jeep Willys MB a 700 dólares estadounidenses que producir un vehículo similar en Argentina. Además, al finalizar la Segunda Guerra Mundial, se puso a disposición de los ejércitos no beligerantes una gran cantidad del material bélico que había quedado en desuso. El gobierno argentino lo aprovechó para reequipar sus fuerzas de defensa rápidamente.

## Diseño
Los prototipos tenían tracción delantera de DKW. La caja de cambios tenía tres velocidades en la parte superior y en la parte inferior alta y baja, con una salida para cada diferencial. El chasis consistía en dos perfiles rectilíneos de sección "U", unidos por travesaños soldados. El motor diésel fue construido íntegramente en Argentina, casi de forma artesanal, en las Fundiciones Santini. El cigüeñal se fabricó a partir de un trozo de acero Siemens Martin torneado.
La Escuela de Tropas Mecánicas en la provincia de Entre Ríos realizó una serie de pruebas y ensayos, describiendo sus características:

El motor es de seis cilindros con camisas húmedas intercambiables y tiene una potencia de 90 HP. El vehículo posee tracción y suspensión independiente en las cuatro ruedas. La carrocería de chapa posee dos asientos enterizos con capacidad para cinco personas con un pequeño baúl de carga atrás.